# لوريكيت مهزوم
اللوريكيت المهزوم أو اللوريكيت المدحور (الاسم العلمي: Vini vidivici)، نوع من الببغاء منقرض منذ 700-1300 سنة. عاش في جزر بولينيزيا. كتب ديفيد ستيدمان وماري زاريلو وصف هذه النوع في عام 1987.
أُكتشف في أقدم طبقة أثرية تعود لعام 1000م ولم يُسجل بعد عام 1200م.

## الوصف
لقد كان نوعًا كبير القد. كان النوع الأكبر الوحيد في جنس فيني هو لوريكيت سينوتو.

## التوزيع
عُثر على عينات منه في هيفا أوآ (جزيرة)، ونوكو هيفا، وأوا هوكا، وتاهواتا (جزر ماركيساس)؛ مانغايا (جزر كوك)؛ وهواهين (جزر الجمعية).

## التأثيل
الاسم ذو الحدين (النعت) هو اسم متلاعب بألفاظه حيث كتبوه بصيغ "veni، vidi، vici". هكذه كتبه المؤلفون في الوصف الأصلي.
يمكن إسقاط معنى (المهزوم) "لقد جئت، ورأيت، وانتصرت" على حالة ما قبل التاريخ في ماركيساس وأماكن أخرى في بولينيزيا، حيث جاء الناس إلى جزيرة، ورأوا الببغاوات المحلية، ثم غزوهم، ولم يتركوا وراءهم سوى عظام الببغاوات.
الاسم العام في الواقع لا يأتي من اللاتينية؛ اختار رينيه ليسن فيني ليكون اسم ممثلًا للجنس وفيني هي الكلمة التاهيتية وهي اسم لأحد الطيور المحلية.